# Francis Everitt
C. W. Francis Everitt (8 de março de 1934) é um físico inglês radicado nos Estados Unidos, que trabalha com investigação experimental da relatividade geral.
Everitt estudou no Imperial College London e na Universidade da Pensilvânia, com interesse em criogenia. É professor no Hansen Experimental Physics Laboratory da Universidade Stanford e também membro associado do Kavli Institute for Particle Astrophysics and Cosmology (KIPAC).
Everitt é investigador principal da missão Gravity Probe B, destinada a testar arrasto de referenciais com uma espectativa de precisão de 1%. De acordo com a relatividade geral, este é um efeito induzido pela rotação da Terra sobre giroscópios em órbita. Everitt passou mais de 40 anos trabalhando no projeto e foi reconhecido com a Medalha NASA por Serviço Público de Destaque. Os resultados foram publicados no Physical Review Letters em maio de 2011. Os resultados confirmam as predições da relatividade geral, embora não atingindo a precisão visada no projeto de 1%.
Recebeu o Prêmio Marcel Grossmann de 1997.